# كيزو هاسيغاوا
كيزو هاسيغاوا (باليابانية: 長谷川敬三) هو منافس ألعاب قوى ياباني، ولد في 17 يوليو 1922، وتوفي في 6 مايو 1999.

## وصلات خارجية
- كيزو هاسيغاوا على موقع أوليمبيديا (الإنجليزية)